# Chu Thiên
Chu Thiên (2 tháng 9 năm 1913 - 1 tháng 6 năm 1992) là nhà văn, nhà phê bình, nghiên cứu văn học Việt Nam.

## Tiểu sử
Ông tên thật Hoàng Minh Giám, còn có bút danh khác là Dương Hoàng, sinh năm 1913 tại thôn Đô Hoàng, xã Yên Thành, huyện Ý Yên, tỉnh Nam Định trong dòng họ Hoàng nhiều người yêu nước như cụ Hoàng Văn Tuấn lãnh đạo nhân dân đánh Pháp ở vùng sông Đáy. Có anh họ là Hoàng Nhượng Tống 
Trước Cách mạng tháng 8, ông dạy học tư và viết văn, tiểu thuyết ở Hà Nội. Những tác phẩm của ông thời kì tập trung về tiểu thuyết lịch sử, dã sử và nghiên cứu lịch sử, đặc biệt là tập Bút nghiên (1942). Kháng chiến chống Pháp, ông cùng gia đình tản cư vào Thanh Hóa, vừa dạy học tại trường cấp III Cù Chính Lan của Liên khu III, vừa viết cho các báo Nam Định, Kháng chiến, báo Cứu quốc Thủ đô, và Cứu quốc. Hòa bình lập lại (1954), ông lần lượt đảm nhận các công viêc như Hiệu trưởng trường Trung học thị xã Phủ Lý, Tổ trưởng Tổ phiên dịch trường Đại học Tổng hợp Hà Nội, giảng viện lịch sử cận hiện đại và cổ trung đại Việt Nam tại trường Đại học Tổng hợp Hà Nội. Ông còn là Hội viên Hội Nhà văn Việt Nam (1957). Ông viết bộ sách Bóng nước Hồ Gươm (gồm 2 tập, 1970), phản ánh tinh thần yêu nước của người Hà Nội trong những năm đầu thực dân Pháp chiếm đóng thủ đô. Ngoài ra ông còn viết nhiều giáo trình, bài báo và sách nghiên cứu về lịch sử và văn học.
Ông mất vào 1 tháng 6 năm 1992, hưởng thọ 80 tuổi. Tên của ông đã được đặt cho một con đường ở Thành phố Hồ Chí Minh.

## Tác phẩm

### Văn - tiểu thuyết lịch sử
- Lê Thái Tổ (1941)
- Bà Quận Mỹ (1942)
- Chày cung Chương võ (1942)
- Thoát cung vua Mạc (1942)
- Trúc Mai sum họp (1942)
- Mợ Tú Tần (1942)
- Bút Nghiên (1942)
- Nhà nho (1943)
- Biến đổi (1944)
- Bóng nước Hồ Gươm (1970)

### Sách nghiên cứu văn học và lịch sử
- Lê Thánh Tông (1943)
- Tuyết Giang phu tử (1943)
- Văn Thiên Tường (1944)
- Hồ Quý Ly (1945)
- Khí tiết (1946)
- Giá trị Cách mạng Phan Bội Châu (1946)
- Chống quân Nguyên (1957)
- Hùng khí Thăng Long (1960)
- Thơ văn yêu nước nửa sau thế kỷ XIX (viết chung)

### Bài báo khoa học
1. Xã hội Việt Nam có trải qua một thời kì của chế độ chiếm hữu nô lệ hay không? (viết chung). Tạp chí Nghiên cứu Lịch sử, số 16, 1960.
2. Mấy nhận xét nhỏ về những cuộc nông dân khởi nghĩa triều Nguyễn. Tạp chí Nghiên cứu Lịch sử, số 19, 1960.
3. Vài nét về công thương nghiệp triều Nguyễn. Tạp chí Nghiên cứu Lịch sử, số 33, 1962.
4. Hai nhà thơ trào phúng ở làng Vị Xuyên. Nghiên cứu Văn học, số 9, 1962.
5. Cao Bá Quát và cuộc khởi nghĩa Mĩ Lương. Thông báo khoa học Sử học, tập I, Đại học Tổng hợp Hà Nội, 1962.
6. Ba bài thơ xuân nói đến sự thái bình phồn thịnh ở đời Tây Sơn. Tạp chí Nghiên cứu Lịch sử, số 48, 1963.
7. Chính sách khẩn hoang của triều Nguyễn. Tạp chí Nghiên cứu Lịch sử, số 56, 1963.
8. Nhân dịp kỉ niệm 180 năm ngày mất của Lê Quý Đôn (1726-1783), đính chính về một số chú thích sai về lịch sử trong một bài thơ hoài cổ của ông. Tạp chí Nghiên cứu Lịch sử, số 59, 1964.
9. Một bài thơ nói về Cao Bá Quát tử trận. Tạp chí Văn học, số 6, 1964.
10. Một bài phú Nôm yêu nước làm ở Côn Đảo. Tạp chí Văn học, số 7, 1965.
11. Một bài thơ viết về thực dân Pháp đánh chiếm thành Nam Định lần thứ nhất(12-12-1873): "Khốc Bảo Long Trần Chí Thiện". Tạp chí Nghiên cứu Lịch sử, số 60, 1965.
12. Đề đốc Tạ Hiền và phong trào chống Pháp ở Nam Định và Thái Bình cuối thế kỉ XIX (viết chung). Tạp chí Nghiên cứu Lịch sử, số 83, 1966.
13. Một lãnh tụ Cần Vương miền sông Đáy: Thủ khoa Hoàng Văn Tuấn (Nam Hà). Tạp chí Nghiên cứu Lịch sử, số 84, 1966.
14. Một điển hình của phong trào nông dân dưới triều Nguyễn: Cuộc khởi nghĩa Phan Bá Vành (viết chung). Tạp chí Nghiên cứu Lịch sử, số 86, 1966.
15. Lã Xuân Oai và những hoạt động chống Pháp của ông trong những năm 1882-1889 (viết chung). Tạp chí Nghiên cứu Lịch sử, số 89, 1966.
16. Tìm hiểu một đặc điểm có liên quan đến nguyên nhân cuộc bạo động Lê Văn Khôi: Vấn đề Lê Văn Duyệt (viết chung). Tạp chí Nghiên cứu Lịch sử, số 105, 1967.
17. "Tây dương Gia tô bí lục" một tài liệu lịch sử quý giá nêu cao tinh thần yêu nước chống xâm lược (viết chung). Tạp chí Nghiên cứu Lịch sử, số 107, 1968.